# 社會寄生
社會寄生是一个贬义性的词语，指社会上某一群体或阶级单纯依靠其他个人或群体生活的现象，这样的阶级或群体又称“社会寄生虫”。
诺贝尔文学奖得主约瑟夫·布罗茨基曾在20世纪60年代被苏联法庭以“社会寄生虫”的罪名判监5年。

## 词源
“寄生”（parasitism）源于古希腊语词（parásitos，意指靠其他人供养过活的人）。英语词大约于16世纪30年代出现，借入自parásitos一词，用于指代社会寄生的现象。17世纪早期，的意思延申到用于指代生物学上的寄生。